# A Different Story
A Different Story é o álbum de estreia da cantora ítalo-brasileira Deborah Blando, lançado em novembro de 1991 pela Epic (atual Sony Music Brasil). Originalmente planejado para ser em português, o projeto foi transformado em um álbum em inglês após a gravadora apostar no potencial internacional da cantora. O encontro com Cyndi Lauper e seu empresário, David Wolff, foi o ponto de partida para essa mudança de direção na carreira de Deborah.
O álbum inclui canções como "Boy (Why You Wanna Make Me Blue)", uma versão em eurodance do clássico do grupo The Temptations, utilizada em uma campanha da Coca-Cola. Outra faixa notável é "Decadence Avec Elegance", uma adaptação de um sucesso do cantor brasileiro Lobão, cujo videoclipe foi gravado em Olinda, com cenas ao vivo na praia de Boa Viagem.
Além dessas, "Innocence" foi uma das composições traduzidas para o inglês por uma equipe de renomados compositores, incluindo Billy Steimberg e Tom Kelly, conhecidos por trabalhar com Cyndi Lauper. O álbum reuniu outros compositores famosos, como Carl Sturken e Evan Rogers, que contribuíram com a faixa "Merry-Go-Round".
Comercialmente, A Different Story não alcançou o sucesso esperado, vendendo apenas 15 mil cópias no Brasil até julho de 1992, apesar do alto investimento da Sony Music. Em 1993, foi relançado em uma edição especial com faixas adicionais.

## Antecedentes e produção
A história que antecede a sua produção começa em 1989, quando Deborah encontra a cantora Cyndi Lauper em turnê no Rio e a mesma resolve apresentá-la a seu empresário David Wolff, na época afiliado à Epic Records. David, por sua vez, apresenta-a aos executivos da Sony Music e firma o seu contrato para a produção de um álbum em português. No entanto, a gravadora resolve investir na sua possível carreira internacional e, para tal, reúne um time de compositores empenhados em traduzir canções suas previamente prontas para o inglês, como "Innocence" e "Shame". Em menos de três meses Deborah muda-se para Nova Iorque de contrato assinado com duas franquias - Sony Internacional e a Sony Norte-americana.
Em uma Live feita no Instagram em comemoração aos 30 anos da edição especial do disco (lançada no Brasil em 1993), Deborah cita a faixa "Heaven Can't Wait" como uma música descartada do projeto. 

## Singles
A música "Boy (Why You Wanna Make Me Blue)", produzida por por E.T. Thorngren, foi utilizada como tema do comercial para a campanha da Coca-Cola (Diet Coke) no verão de 1991. Foi lançada como o primeiro single e apareceu no Top 10 do American Dance Chart meses antes.[carece de fontes?] Trata-se de uma curiosa regravação, no estilo eurodance, de Girl (Why You Wanna Make Me Blue), composta originalmente pela dupla estadunidense Edward Holland e Norman Whitfield para o grupo The Temptations, no ano de 1964.
"Decadence Avec Elegance" veio do grande sucesso do cantor Lobão que havia saído cinco anos antes. Transposta para o inglês, a versão de Deborah ganhou ritmo e inovou na forma, em relação à anterior, que era mais voltada para o rock. Seu videoclipe foi gravado em Olinda, com cenas de um show ao vivo realizado na praia de Boa Viagem para um público de mais de 60 mil pessoas. O clipe também foi gravado nas praias de Porto de Galinhas e Serrambi
"Innocence" foi composta por Deborah em seu apartamento no Rio. Tornou-se uma de suas composições em português, a ser traduzida para o inglês por Kit Hain, Larry Dvoskin e E.T. Thorngren - equipe organizada por David Wolff, que encarregou-se também de contactar a consagrada dupla estadunidense Billy Steimberg & Tom Kelly, responsável por diversos hits emplacados por Cyndi Lauper nos anos 80 como: "True Colors" e "I Drove All Night". Segundo a revista Billboard americana, a canção ficou 13 semanas em primeiro lugar no Brasil.
"Merry-Go-Round" foi concebida pelos nova-iorquinos Carl Sturken e Evan Rogers que, juntos, formam uma consagrada dupla de compositores desde os anos 90, na composição de hits para artistas como N'Sync ("A Little More Time On You" - #8 na Billboard Hot 100), Boyzone ("All That I Need" - #1 na Billboard), Kelly Clarkson, Christina Aguilera, Rod Stewart, Emma Bunton e mais recentemente Rihanna ("Pon De Replay").

## Recepção crítica
| Críticas profissionais | Críticas profissionais |
| Avaliações da crítica  | Avaliações da crítica  |
| Fonte                  | Avaliação              |
| ---------------------- | ---------------------- |
| AllMusic               | [ 5 ]                  |
| The Washington Post    | Favorável              |

A recepção dos críticos especializados em música foram divergentes. 
Enquanto o site americano AllMusic o avaliou com duas estrelas de cinco, o crítico do The Washington Post, Geoffrey Himes, fez uma resenha favorável na qual descreveu Blando como a "Madonna do Brasil" e afirmou que ambas as cantoras têm limitações vocais, mas superam essas limitações com um misto de sexualidade sutil e uma pretensão juvenil. Ele apostou no sucesso do álbum e comparou a voz da cantora com a de Betty Boop, afirmando que ela funciona igualmente bem em inglês e português.

## Desempenho comercial
Comercialmente, segundo o Jornal do Brasil, até julho de 1992, não obteve o desempenho esperado ao investimento de 200 mil dólares da Sony Music e vendeu cerca de 15 mil cópias no Brasil. Um ano depois, foi relançado em uma edição especial, com adição de algumas faixas em português e inglês.

## Lista de faixas
| A Different Story – Edição padrão |                                        |                                                                    |                                                                  |         |  |
| N.º                               | Título                                 | Compositor(es)                                                     | Produtor(es)                                                     | Duração |  |
| 1.                                | "Boy (Why You Wanna Make Me Blue)"     | Edward Holland Norman Whitfield                                    | Eric "ET" Thorngren Andres Levin Camus Mare Celli Deborah Blando | 3:07    |  |
| 2.                                | "Shame"                                | Deborah Blando Monique Dayan Fred Nascimento                       | Thorngren Levin Celli Blando                                     | 3:53    |  |
| 3.                                | "Innocence"                            | Blando Kit Hain (versão) Larry Dvoskin (versão) Thorngren (versão) | Thorngren Levin Celli Blando                                     | 4:14    |  |
| 4.                                | "Merry-Go-Round"                       | Evan Rogers Carl Sturken                                           | Thorngren                                                        | 4:08    |  |
| 5.                                | "Other People's Houses"                | Blando Richard Orange                                              | Thorngren                                                        | 3:52    |  |
| 6.                                | "Decadence avec Elegance"              | Lobão Blando]] Hain                                                | Thorngren                                                        | 3:24    |  |
| 7.                                | "Blue Eyes Are Sensitive to the Light" | Billy Steinberg Tom Kelly Martika                                  | Thorngren                                                        | 4:29    |  |
| 8.                                | "Brasil" /" Aquarela do Brasil"        | Cazuza George Israel Nilo Romero / Ary Barroso                     | Thorngren                                                        | 3:51    |  |
| 9.                                | "Walk on Fire"                         | Monique Dayan Blando                                               | Thorngren                                                        | 4:11    |  |
| Duração total:                    | Duração total:                         | Duração total:                                                     | Duração total:                                                   | 35:09   |  |

| A Different Story – Faixa bônus da edição japonesa |                |                                                  |                |         |  |
| N.º                                                | Título         | Compositor(es)                                   | Produtor(es)   | Duração |  |
| 10.                                                | "Lazy Heart"   | Blando Marga Roman Andres Levin Camus Mare Celli | Thorngren      | 3:43    |  |
| Duração total:                                     | Duração total: | Duração total:                                   | Duração total: | 38:52   |  |

| A Different Story – Edição brasileira |                                        |                                                                    |                                                                  |         |  |
| N.º                                   | Título                                 | Compositor(es)                                                     | Produtor(es)                                                     | Duração |  |
| 1.                                    | "Boy (Why You Wanna Make Me Blue)"     | Edward Holland Norman Whitfield                                    | Eric "ET" Thorngren Andres Levin Camus Mare Celli Deborah Blando | 3:07    |  |
| 2.                                    | "Shame"                                | Deborah Blando Monique Dayan Fred Nascimento                       | Thorngren Levin Celli Blando                                     | 3:53    |  |
| 3.                                    | "Innocence"                            | Blando Kit Hain (versão) Larry Dvoskin (versão) Thorngren (versão) | Thorngren Levin Celli Blando                                     | 4:14    |  |
| 4.                                    | "Merry-Go-Round"                       | Evan Rogers Carl Sturken                                           | Thorngren                                                        | 4:08    |  |
| 5.                                    | "Other People's Houses"                | Blando Richard Orange                                              | Thorngren                                                        | 3:52    |  |
| 6.                                    | "Decadence avec Elegance"              | Lobão Blando]] Hain                                                | Thorngren                                                        | 3:24    |  |
| 7.                                    | "Blue Eyes Are Sensitive to the Light" | Billy Steinberg Tom Kelly Martika                                  | Thorngren                                                        | 4:29    |  |
| 8.                                    | "Walk on Fire"                         | Monique Dayan Blando                                               | Thorngren                                                        | 4:11    |  |
| 9.                                    | "Lazy Heart"                           | Blando Marga Roman Andres Levin Camus Mare Celli                   | Thorngren                                                        | 3:43    |  |
| Duração total:                        | Duração total:                         | Duração total:                                                     | Duração total:                                                   | 35:01   |  |

## Equipe
| - Deborah Blando - vocals, keyboards, background vocals; - Andres Levin - keyboards, guitar, bass, drums; - Camus Mare Celli - keyboards, bass, drums; - Monique Dayan - keyboards, background vocals; - Repolho - percussion, conductor samba achool; - Tommy Mandel - keyboards; - E.T. Thorngren - guitar - Jeff Golub - guitar; - Paul Pesco - guitar; - Tristan - guitar; - T-Bone Wolk - bass; - Tom Montalbano - drums; - Jimmy Bralower - drums; - Crispin Cioe - horns; - Bob Funk - horns; - Arno Hecht - horns; - Mark Pender - horns; | - Stan Harrison - horns; - Richie La Bamba - horns; - Hollywood Paul Litteral - horns; - Gordon Grody - background vocals; - Terry Brock - background vocals; - Kit Hain - background vocals; - Robin Clark - background vocals; - Lani Groves - background vocals; - Charles Negrita - samba school; - Herculano - samba school; - Meia Noite - samba achool; - Davi Vieira - samba school; - Amilton Lino - samba school; - Tony Mola - samba school. |

## Trilhas sonoras
| Ano  | Single                    | Álbum                 |
| ---- | ------------------------- | --------------------- |
| 1991 | "Boy"                     | Vamp                  |
| 1991 | "Boy"                     | Coca-Cola: Soundtrack |
| 1992 | "Innocence"               | Perigosas Peruas      |
| 1993 | "Merry-Go-Round"          | Olho no Olho          |
| 1993 | "Decadence Avec Elegance" | Deus Nos Acuda        |